# 4-Aminotolueno
4-Aminotolueno, para-toluidina ou p-toluidina é o composto orgânico, uma das aminas do tolueno, um dos isômeros do aminotolueno, do grupo de compostos aromáticos, anilinas simples metiladas, que inclui a o-toluidina e a m-toluidina. Sua fórmula é C7H9N e massa molecular 107,16.

## Produção
Todos os três isômeros toluidina são obtíveis a partir do nitrotolueno (esse obtível a partir de nitração do tolueno) por redução. A redução pode ser realizada utilizando-se ferro (ou laboratorialmente estanho), ácido clorídrico e ácido acético (redução de Béchamp). Hoje, a hidrogenação catalítica com níquel de Raney é predominante. Álcoois alifáticos inferiores (metanol, etanol, n-propanol ou isopropanol) são frequentemente usados como solvente. A hidrogenação é tipicamente a pressões compreendidas entre 3 bar e 20 bar de pressão de H2 (chamada de hidrogenação de baixa pressão), ou alternativamente à pressões de 20 a 50 bar (chamada hidrogenação de média pressão).

## Propriedades
p-Toluidina é um líquido inflamável, incolor a colorido de amarelo pálido ao marrom avermelhado pela ação da luz e a que sofre descoloração ao ar, com odor similar ao de vinho, pouco solúvel em água. Ele tem uma condutividade de 6,2 × 10−6 S/m a 100 °C.
Todas as toluidinas são bases fracas, suas (pKs) são da mesma ordem de grandeza que a anilina (4,603).